# Ražanj (Chorwacja)
Ražanj – wieś w Chorwacji, w żupanii szybenicko-knińskiej, w gminie Rogoznica. W 2011 roku liczyła 161 mieszkańców.